# Hellinsia brandbergi
Hellinsia brandbergi is een vlinder uit de familie vedermotten (Pterophoridae). De wetenschappelijke naam van deze soort is voor het eerst geldig gepubliceerd in 2004 door Arenberger.
De soort komt voor in tropisch Afrika.